# Vlag van Kornwerderzand

Vlag van Kornwerderzand

De vlag van Kornwerderzand is de dorpsvlag van het Nederlandse dorp Kornwerderzand, in de Friese gemeente Súdwest-Fryslân. Deze vlag is ontworpen door Klaes Sierksma. De vlag werd in 1955 aangenomen en in 1969 geregistreerd.
Bij gemeenteraadsbesluit van 19 april 1955 zijn een vlag vastgesteld voor de 27 dorpen van de vroegere gemeente Wonseradeel. Deze vlag is ontworpen door Klaes Sierksma.

## Ontwerp
De vlag bestaat uit een geel veld, met in het midden een zwarte baan. Aan de mastzijde toont een blauwe verticale baan met daarin een wit blokje.

## Verklaring
De kleuren geel en zwarte zijn afgeleid van het dorpswapen. De kleur geel duidt op de gelijknamige zandplaat waar het dorp op gelegen is. De zwarte baan verwijst naar de Afsluitdijk waar Kornwerderzand aan ligt. De mastzijde toont de vlag van Wonseradeel, de gemeente waar Kornwerderzand eerder tot behoorde.

## Zie ook

Wapen van Kornwerderzand